# هاربین ۲۸۵۱
سیارک ۲۸۵۱ (به انگلیسی: 2851 Harbin، نامگذاری:1978UQ2) دو هزار و هشتصد و پنجاه و یکمین سیارک کشف شده‌است که در ۳۰ اکتبر ۱۹۷۸ کشف شد.
قدر مطلق سیارک برابر ۱۲٫۳۰ است.